# The Look of Love (Madonna-låt)
"The Look of Love" är en låt framförd av den amerikanska popartisten Madonna. Den gavs ut som den tredje och sista singeln från soundtrackalbumet Who's That Girl den 25 november 1987. Under inspelningen av filmen Who's That Girl, då kallad Slammer, hade Madonna bett Patrick Leonard utveckla en lugn låt som skulle spegla personligheten hos hennes filmkaraktär. Utifrån Leonards demoband arbetade hon sedan fram text och sång. Madonna hade också inspirerats av skådespelaren James Stewart i filmen Fönstret åt gården från 1954.

## Format och låtlistor
- 7"-vinylsingel - Tyskland, Storbritannien[1]

1. "The Look of Love" – 4:01
2. "I Know It" – 4:12

- 12"-vinylsingel - Tyskland, Storbritannien[2]

1. "The Look of Love" – 4:01
2. "I Know It" – 4:12
3. "Love Don't Live Here Anymore" – 5:09

- CD-maxisingel - Tyskland, Storbritannien (1995)

1. "The Look of Love" – 4:01
2. "Love Don't Live Here Anymore" – 5:09
3. "I Know It" – 4:12

## Medverkande
- Madonna – sång, låtskrivare, producent
- Patrick Leonard – låtskrivare, producent, ljudmix
- Shep Pettibone – ljudmix, ytterligare produktion
- Junior Vasquez – mixningstekniker, ljudredigering
- Steve Peck – mixningstekniker
- Donna De Lory – bakgrundssång
- Niki Haris – bakgrundssång

Medverkande är hämtade ur albumhäftet till Who's That Girl.

## Listplaceringar
| Lista (1987–88)           | Högsta position |
| ------------------------- | --------------- |
| Belgien                   | 9               |
| Eurochart Hot 100 Singles | 17              |
| Frankrike                 | 23              |
| Irland                    | 6               |
| Nederländerna             | 8               |
| Schweiz                   | 20              |
| Storbritannien            | 9               |
| Tyskland                  | 34              |